# Guigó VI del Vienès
Andreu de Borgonya (Guigó VI), nascut el 1184, mort el 14 de març 1237, Delfí de vienès, comte d'Albon, de Grenoble, d'Oisans i de Briançon de 1228 a 1237, conegut sota el nom de Guigó VI, fill d'Hug III, duc de Borgonya, i de Beatriu d'Albon, delfina del Vienès.
Va heretar els drets de la seva mare i hauria pres el nom honorífic de Guigó en memòria dels precedents delfins. Van fer donacions a diversos monestirs i va fundar la col·legial de Saint-André de Grenoble. Prudent i mesurat com la seva mare, va utilitzar més sovint la diplomàcia que la força per ampliar els seus estats.
Es va casar en primers casaments el 1202 amb Beatriu de Sabran (1182 † després de 1248), comtessa de Gap i d'Embrun, filla de Renyer I de Sabran, senyor de Caylar i de Garsenda d'Urgell-Forcalquier. Van tenir un fill:
- Beatriu del Vienès (1205 † després de 1248), casada amb Amaurí VI († 1241), comte de Montfort, vescomte de Carcassona i de Besiers.

Es van separar el 1215 i Guigó es va casar en segones noces el 15 de 15 de novembre de 1219 amb Beatriu de Montferrat (1210 † 1274), filla de Guillem VI, marquès de Montferrat, i de Berta de Clavesana. Van tenir dos fills:
- Guigó VII (1225 † 1269), delfí del Vienès
- Joan (1227 † 1239)